# LFA 2019
La Temporada 2019 de la LFA fue la cuarta edición de la Liga de Fútbol Americano Profesional de México. En esta campaña se unieron dos nuevas franquicias: Artilleros Puebla y Osos Toluca, para un total de 8 equipos participantes. 
Por primera vez en la historia de la Liga, cada equipo tiene su propio estadio. Además, tres partidos se jugarán en un escenario neutral, el Estadio Ciudad de los Deportes; dos de la jornada inaugural y el Tazón México IV. 
Previo a la temporada en enero de 2019, la Canadian Football League (CFL) realizó un evento de reclutamiento(Combine) de 51 jugadores mexicanos de la LFA, Liga Mayor ONEFA y Liga Premier CONADEIP. El grupo de 25 visitantes canadienses, conformado por entrenadores y personal administrativo, se mantuvo todo el tiempo siguiendo a cada uno de los grupos observando, tomando notas, nombres y generales de cada jugador que se probaba. La jornada no terminó en esa etapa; sino que fueron citados 33 de los 51. Esos 33 jugadores fueron seleccionados para ser entrevistados.
La competencia inició el viernes 22 de febrero en el Estadio Nuevo León Unido con el encuentro Fundidores vs. Dinos, y concluyó el domingo12 de mayo en la cancha del Estadio Ciudad de los Deportes con el Tazón México IV.
Los Condors se coronaron campeones del circuito al derrotar a los Raptors en la disputa del Tazón México IV por 20-16. Esta fue la edición más cardiaca en la historia del Tazón México, decidiéndose en los últimos 30 segundos del partido. El MVP del partido fue Diego Arvizu #1 "El Comandante" (QB) Condors. 
Esta fue la primera final de la LFA con espectáculo de medio tiempo, el artista encargado del show fue Álex Lora, junto a las marching bands Delfines y Quetzalcoatl. 
El entrenador en jefe campeón fue Felíx Buendia.

## Equipos participantes
| Equipo          | Entrenador en jefe  | Ciudad                      | Estadio                        | Capacidad       |
| División Centro | División Centro     | División Centro             | División Centro                | División Centro |
| --------------- | ------------------- | --------------------------- | ------------------------------ | --------------- |
| Artilleros      | Gustavo Torres      | Puebla, Puebla              | Templo del Dolor               | 3,384           |
| Condors         | Félix Buendía       | Ciudad de México            | Campo del ITESM Santa Fe       | 2,000           |
| Mayas           | Francisco Chaparro  | Ciudad de México            | Wilfrido Massieu               | 15,000          |
| Mexicas         | Enrique Zárate      | Ciudad de México            | Campo del Casco de Santo Tomás | 2,000           |
| División Norte  |                     |                             |                                |                 |
| Dinos           | Javier Adame        | Saltillo, Coahuila          | Olímpico de Saltillo           | 8,000           |
| Fundidores      | Israel González     | Monterrey, Nuevo León       | Nuevo León Unido               | 1,500           |
| Osos            | Horacio García      | Toluca, Estado de México    | Campo Universidad siglo XXI    | 4,000           |
| Raptors         | Guillermo Gutiérrez | Naucalpan, Estado de México | Campo de la FES Acatlán        | 3,000           |

## Acontecimientos Relevantes
- En abril de 2018 previo al Tazón México III la LFA anunció una expansión de 4 equipos nuevos para la temporada 2019,[6] sin embargo, debido a complicaciones financieras, en julio se anunció que serían solo dos equipos.
- En julio de 2018 la LFA modificó su estructura corporativa y retomó la figura del Comisionado. Se nombró a Alejandro Jaimes para el cargo.[7]
- El 18 de agosto fue presentada la séptima franquicia de la LFA, que llevara por nombre los Artilleros Cinco de Mayo en la ciudad de Puebla. Eligieron los colores naranja y azul para su imagen e indumentaria, el casco con el que jugaran será de color blanco con el logo del equipo a los costados.[8]
- El 4 de septiembre fue la presentación de la octava franquicia de la LFA, los Osos que tendrá su sede en Toluca EdoMex, la indumentaria será en colores azul celeste y gris para sus juegos de local, y su escudo será un oso azul que representa la fuerza y espíritu de los guerreros.[9]
- En octubre de 2018 se formalizo la alianza entre la LFA y el Instituto Politécnico Nacional, para celebrarse juegos en el Wilfrido Massieu y el estadio del Casco de Santo Tomás como local, además de la utilización del casillero de Burros Blancos(Zacatenco) y Águilas Blancas(Santo Tomás) como el lugar de entrenamiento para los equipos de Mayas y Mexicas.
- El 12 de febrero de 2019 se realizó el Draft 2019 de la LFA en las instalaciones de la FES Acatlán Fueron nueve rondas las que se realizaron para reclutar a los jugadores provenientes de la Liga Mayor ONEFA y Liga Premier CONADEIP.[10]
- El 13 de enero de 2019, la Canadian Football League (CFL) realizó un evento de reclutamiento(Combine) de 51 jugadores mexicanos de la LFA, Liga Mayor ONEFA y Liga Premier CONADEIP.El grupo de 25 visitantes canadienses, conformado por entrenadores y personal administrativo, se mantuvo todo el tiempo siguiendo a cada uno de los grupos observando, tomando notas, nombres y generales de cada jugador que se probaba.La jornada no terminó en esa etapa; sino que fueron citados 33 de los 51. Esos 33 jugadores fueron seleccionados para ser entrevistados.[11]
- El 14 de enero se llevó a cabo un Draft por parte de la Canadian Football League (CFL), en las que los 9 equipos de la CFL reclutaron a 27 jugadores de 33 que fueron seleccionados durante el Combine, serán quienes viajarán a Canadá.
- Osos Toluca realizó la presentación del equipo el 3 de febrero en donde anunciaron que jugaran en la fortaleza de siglo 21, un campo sin graderíos, por lo que tuvieron que colocar gradas móviles para 4,000 aficionados.[12]
- Artilleros Puebla tuvo dificultades para encontrar un estadio donde jugar de locales, hasta una semana antes del comienzo de la temporada llegaron a un acuerdo con la UDLAP para jugar en el Templo Del Dolor.[13]
- Una semana antes de arrancar la temporada el franquiciatario de los Condors, informó que el equipo no jugará en el “Palillo” Martínez al convertirse en albergue para los migrantes centroamericanos, teniendo ahora como sede el campo del ITESM Santa Fe.[14]
- Después de ser la casa de la LFA, el estadio Jesùs “Palillo” Martìnez de la Ciudad Deportiva, ya no es más parte de la liga profesional de nuestro país.
- En la primera semana los equipos no tuvieron los uniformes del patrocinador oficial (Laufton), por lo que los equipos tuvieron que jugaron con jerséis de años pasados como los casos de Dinos y Fundidores hasta de diferentes colores, o los casos de Raptors y Mexicas que mandaron a hacer uniformes de emergencia de baja calidad, los equipos de Osos, Condors, Mayas y Artilleros tuvieron uniformes con un distribuidor diferente (Dicass y CD pro). Por esta causa varios jugadores no tuvieron su número oficial del roster y/o su nombre en el jersey.[15]
- Mediante un comunicado la LFA dio a conocer la modificación del calendario durante las semanas 5 y 6 específicamente en 2 juegos, se adelantaron los juegos de la semana 6 entre Dinos y Fundidores, también el Artilleros Vs Mexicas. los Juegos de la semana 5 entre Dinos y Mexicas y el Fundidores Vs Artilleros se jugaron durante la semana 6, esto debido a una mala logística y al sobrecosto de los vuelos a Monterrey debido a la realización de un evento musical (pal-norte, uno de los festivales más importantes a nivel internacional.).[16]

## Cambios
- Estadios
  - Condors se mudaron del Estadio Jesús Martínez "Palillo" al Campo del ITESM Santa Fe.[17]
  - Mayas se mudaron del Estadio Jesús Martínez "Palillo" al Estadio Wilfrido Massieu.[18]
  - Mexicas se mudaron del Estadio Jesús Martínez "Palillo" al Campo del Casco de Santo Tomás.
  - Raptors se mudaron por tercer año consecutivo, esta vez del Estadio José Ortega Martínez al Campo de la FES Acatlán.
- Entrenadores en Jefe
  - Dinos: Javier Adame sustituyó a Carlos Cabral (2018: 4-3, playoffs).
  - Mayas: Francisco Chaparro sustituyó a Ernesto Alfaro (2018: 5-2, playoffs; bicampeón 2016-2017), debido a que renunció, para ser el nuevo Head Coach de Borregos Guadalajara.
  - Mexicas: Enrique Zárate sustituyó a Rafael Duk (2018: 4-3, campeón). También hubo cambios mayores en el plantilla de entrenadores.
- Franquiciatarios
  - Mexicas cambió de franquiciatarios, el Dr. Marco Conde (2018: campeón) salió como inversionista de la LFA y lo sustituyó la familia Moreno-Valle. También cambió el director deportivo.[19]

## Sistema de competencia

### Organización del calendario
Durante la temporada regular, cada equipo se enfrenta dos veces contra cada equipo de su división, uno como visitante y otro como local (6 partidos divisionales); también se enfrenta una sola vez contra dos de los cuatro equipos de la otra división (2 partidos interdivisionales), uno como local, y otro como visitante.
Al finalizar la temporada regular, comienza un torneo de eliminación directa denominado postemporada o playoffs, en el que los dos mejores equipos de cada división se enfrentan entre sí en el Campeonato de División en el estadio del equipo mejor clasificado. Los ganadores de estos partidos pasan al Tazón México.

### Reglas
Las reglas de juego son las mismas de la National Football League, salvo por las siguientes excepciones:
- Los campos de juego pueden tener las hash marks del fútbol americano universitario, es decir, estar a una distancia de 40 pies. Sin embargo, para el Tazón México IV la distancia deberá ser de 18 pies con 6 pulgadas.
- El proceso de recepción no requiere que el jugador haga el movimiento de fútbol americano, solamente que tenga posesión del balón al terminar la jugada (sin importar que lo malabarée).
- El quarterback no tiene permitido usar dispositivos electrónicos en su casco para comunicarse con el plantilla de entrenadores.
- Los entrenadores y jugadores que se encuentren en la banca no tiene permitido usar dispositivos electrónicos tales como tabletas o monitores para revisar las jugadas recientes.

Adicionalmente, cada equipo puede tener hasta tres jugadores extranjeros.

### Criterios de Desempate
Estos son los criterios de desempate sencillo (dos equipos).
- 1. Quedará mejor clasificado el equipo que haya ganado al resto de los equipos involucrados.
- 2. Juegos entre los equipos.
- 3. Juegos ganados en su división.
- 4. Puntos en contra.
- 5. Diferencia de puntos anotados y recibidos.
- 6. Mayor cantidad de puntos netos en partidos comunes.
- 7. Mayor cantidad de puntos netos en todos lo partidos.
- 8. Lanzamiento de la moneda.

### Tope Salarial
El tope salarial es de $2,000,000 MXN, aproximadamente $100,000 USD. Hay cuatro niveles salariales, cada uno de los cuales está determinado por la Liga y es invariable para cualquier equipo:
- Nivel 1: jugadores extranjeros, hasta 3 por cada equipo, tienen el mayor salario y bonos para vivienda y alimentación.
- Nivel 2: jugadores franquicia, un ofensivo y un defensivo, deben ser mexicanos y tienen el segundo mejor salario.
- Nivel 3: jugadores starters o titulares, de 17 hasta 20 por cada equipo, tienen un salario menor al nivel 2.
- Nivel 4: jugadores de la deep chart, reciben una gratificación simbólica.

## Draft
El Draft 2019 fue regional, es decir, cada equipo escogió jugadores egresados de universidades de su región. En el caso de Artilleros Puebla y Osos Toluca, por ser únicos equipos en su región, no tuvieron competencia en sus selecciones de jugadores. El Draft se llevó a cabo el 12 de enero en las instalaciones de la FES Acatlán. Hubo nueve rondas, 6 normales y 3 complementarias. Las selecciones fueron las siguientes:
| Draft 2019 | Draft 2019 | Draft 2019 | Draft 2019                  | Draft 2019 | Draft 2019              | Draft 2019            |
| Rd         | Sel.       | Equipo LFA | Jugador                     | Pos.       | Universidad             | Conferencia           |
| ---------- | ---------- | ---------- | --------------------------- | ---------- | ----------------------- | --------------------- |
| 1          | 1          | Fundidores | Maximiliano Soto            | DL         | Borregos Salvajes ITESM | Liga Premier CONADEIP |
| 1          | 2          | Condors    | * Aldo Alejandro Narváez    | WR         | Águilas Blancas IPN     | Liga Mayor ONEFA      |
| 1          | 3          | Dinos      | Víctor Alejandro Sánchez    | LB         | Auténticos Tigres UANL  | Liga Mayor ONEFA      |
| 1          | 4          | Mayas      | Jesús Augusto Sosa          | RB         | Burros Blancos IPN      | Liga Mayor ONEFA      |
| 1          | 5          | Raptors    | José David Casarrubias      | DL         | Leones UA Norte         | Liga Mayor ONEFA      |
| 1          | 6          | Mexicas    | José Ulises Espinosa        | DL         | Águilas Blancas IPN     | Liga Mayor ONEFA      |
| 1          | 7          | Artilleros | Carlos Sebastián Olvera     | WR         | Aztecas UDLA            | Liga Premier CONADEIP |
| 1          | 8          | Osos       | Enrique Gerardo Yenny       | K          | Borregos ITESM Toluca   | Liga Premier CONADEIP |
| 2          | 9          | Fundidores | Uriel Martínez              | DL         | Auténticos Tigres UANL  | Liga Mayor ONEFA      |
| 2          | 10         | Condors    | César Torres                | DB         | Leones UA Norte         | Liga Mayor ONEFA      |
| 2          | 11         | Dinos      | Jesús Gerardo Rendón        | WR         | Lobos UAdeC             | Liga Mayor ONEFA      |
| 2          | 12         | Mayas      | Luis Fernando Zárate        | LB         | Burros Blancos IPN      | Liga Mayor ONEFA      |
| 2          | 13         | Raptors    | Topilitzin Silva            | LB         | Leones UA Norte         | Liga Mayor ONEFA      |
| 2          | 14         | Mexicas    | Emmanuel Carpio             | DL         | Toros Salvajes UACH     | Liga Mayor ONEFA      |
| 2          | 15         | Artilleros | Juan Manuel Márquez         | DB         | Aztecas UDLA            | Liga Premier CONADEIP |
| 2          | 16         | Osos       | Ulises Alberto Garduño      | LB         | Potros Salvajes UAEM    | Liga Mayor ONEFA      |
| 3          | 17         | Fundidores | Jesús David Alanís          | DL         | Lobos UAdeC             | Liga Mayor ONEFA      |
| 3          | 18         | Condors    | Irwin Heriberto Zuviri      | DL         | Águilas Blancas IPN     | Liga Mayor ONEFA      |
| 3          | 19         | Dinos      | Erick Cázares               | DB         | Auténticos Tigres UANL  | Liga Mayor ONEFA      |
| 3          | 20         | Mayas      | Jair Alonso Juárez          | DL         | Leones UA Norte         | Liga Mayor ONEFA      |
| 3          | 21         | Raptors    | Alejandro Arce              | QB         | Leones UA Norte         | Liga Mayor ONEFA      |
| 3          | 22         | Mexicas    | Oscar Lenard Vara           | LB         | Centinelas CGP          | Liga Mayor ONEFA      |
| 3          | 23         | Artilleros | Alan Eduardo Méndez         | LB         | Aztecas UDLA            | Liga Premier CONADEIP |
| 3          | 24         | Osos       | Daniel Becerril             | WR         | Potros Salvajes UAEM    | Liga Mayor ONEFA      |
| 4          | 25         | Fundidores | Rubén Martínez              | RB         | Auténticos Tigres UANL  | Liga Mayor ONEFA      |
| 4          | 26         | Condors    | Rafael Adrián Gómez         | WR         | Burros Blancos IPN      | Liga Mayor ONEFA      |
| 4          | 27         | Dinos      | Yael de Jesús Romero        | WR         | Lobos UAdeC             | Liga Mayor ONEFA      |
| 4          | 28         | Mayas      | Marco Antonio Morales       | WR         | Burros Blancos IPN      | Liga Mayor ONEFA      |
| 4          | 29         | Raptors    | Oscar Daniel Larios         | RB         | Leones UA Norte         | Liga Mayor ONEFA      |
| 4          | 30         | Mexicas    | Edgar Ángeles Castañeda     | LB         | Frailes UT              | Liga Mayor ONEFA      |
| 4          | 31         | Artilleros | Juan Manuel Gray            | OL         | Aztecas UDLA            | Liga Premier CONADEIP |
| 4          | 32         | Osos       | Jesús Eduardo Estrada       | DL         | Potros Salvajes UAEM    | Liga Mayor ONEFA      |
| 5          | 33         | Fundidores | Carlos Alberto Díaz         | DB         | Auténticos Tigres UANL  | Liga Mayor ONEFA      |
| 5          | 34         | Condors    | Rodrigo Omar Garfias        | DB         | Centinelas CGP          | Liga Mayor ONEFA      |
| 5          | 35         | Dinos      | Luis Eduardo Mireles        | TE         | Correcaminos UAT        | Liga Mayor ONEFA      |
| 5          | 36         | Mayas      | Juan Salvador Vázquez       | DB         | Toros Salvajes UACH     | Liga Mayor ONEFA      |
| 5          | 37         | Raptors    | Andrés Aguilar              | RB         | Pumas UNAM Acatlán      | Liga Mayor ONEFA      |
| 5          | 38         | Mexicas    | Sergio Enrique Martínez     | QB         | Pumas UNAM Acatlán      | Liga Mayor ONEFA      |
| 5          | 39         | Artilleros | Anwar de Jesús Ramírez      | RB         | Borregos ITESM Puebla   | Liga Premier CONADEIP |
| 5          | 40         | Osos       | Elías González              | OL         | Potros Salvajes UAEM    | Liga Mayor ONEFA      |
| 6          | 41         | Fundidores | Alejandro Emmanuel Palomo   | DL         | Corecaminos UAT Norte   | Liga Mayor ONEFA      |
| 6          | 42         | Condors    | Omar Torres Valle           | WR         | Centinelas CGP          | Liga Mayor ONEFA      |
| 6          | 43         | Dinos      | Adrián Azahel García        | DL         | Correcaminos UAT        | Liga Mayor ONEFA      |
| 6          | 44         | Mayas      | Enrique Hernán Benavides    | QB         | Pumas UNAM Acatlán      | Liga Mayor ONEFA      |
| 6          | 45         | Raptors    | Ian Uriel Mompala           | DB         | Centinelas CGP          | Liga Mayor ONEFA      |
| 6          | 46         | Mexicas    | Manuel Ignacio Martínez     | WR         | Águilas Blancas IPN     | Liga Mayor ONEFA      |
| 6          | 47         | Artilleros | Manuel Eduardo Hernández    | DB         | Aztecas UDLA            | Liga Premier CONADEIP |
| 6          | 48         | Osos       | Rodrigo García              | OL         | Potros Salvajes UAEM    | Liga Mayor ONEFA      |
| 7          | 49         | Fundidores | Osvaldo Sánchez             | DL         | Corecaminos UAT Norte   | Liga Mayor ONEFA      |
| 7          | 50         | Condors    | Diego Carsolio              | K          | Leones UA Norte         | Liga Mayor ONEFA      |
| 7          | 51         | Dinos      | Hermillo Jesús Corral       | DL         | Corecaminos UAT Norte   | Liga Mayor ONEFA      |
| 7          | 52         | Mayas      | Carlos Missael Mansilla     | OL         | Toros Salvajes UACH     | Liga Mayor ONEFA      |
| 7          | 53         | Raptors    | Víctor Francisco Fosado     | WR         | Pumas UNAM Acatlán      | Liga Mayor ONEFA      |
| 7          | 54         | Mexicas    | Ángel Alexis González       | DL         | Frailes UT              | Liga Mayor ONEFA      |
| 7          | 55         | Artilleros | Andrés Fernández            | OL         | Lobos BUAP              | Liga Mayor ONEFA      |
| 7          | 56         | Osos       | Mario Alberto González      | WR         | Potros Salvajes UAEM    | Liga Mayor ONEFA      |
| 8          | 57         | Fundidores | Roberto Alejandro Avilán    | RB         | Corecaminos UAT Norte   | Liga Mayor ONEFA      |
| 8          | 58         | Condors    | Pedro Arturo Martell        | OL         | Frailes UT              | Liga Mayor ONEFA      |
| 8          | 59         | Mayas      | Luis David Martínez         | WR         | Burros Blancos IPN      | Liga Mayor ONEFA      |
| 8          | 60         | Raptors    | Samuel Hazel González       | RB         | Centinelas CGP          | Liga Mayor ONEFA      |
| 8          | 61         | Mexicas    | Jesús Flores                | WR         | Pumas UNAM Acatlán      | Liga Mayor ONEFA      |
| 8          | 62         | Artilleros | Guillermo Calderón          | DL         | Aztecas UDLA            | Liga Premier CONADEIP |
| 9          | 63         | Mayas      | Jesús Ramsés Guerrero       | OL         | Leones UA Norte         | Liga Mayor ONEFA      |
| 9          | 64         | Artilleros | Gabriel Amavizca            | K          | Lobos BUAP              | Liga Mayor ONEFA      |
| 9          | 65         | Artilleros | Mauricio Francisco Valverde | RB         | Borregos ITESM Puebla   | Liga Premier CONADEIP |
| 9          | 66         | Artilleros | José Irvin Nuñez            | OL         | Lobos BUAP              | Liga Mayor ONEFA      |

     Selecciones complementarias, los equipos no están obligados a realizar selección
* No firmó contrato con Condors sino con Mexicas.

### Draft de la CFL
Por otro lado, los 9 equipos de la Canadian Football League (CFL) realizaron un draft de 27 jugadores mexicanos de la LFA, con la intención de analizar su nivel de juego en la presente temporada, y tener la opción de ofrecerles un contrato para jugar en dicha liga. De los 27 jugadores, al menos 9 (uno por equipo de la CFL) irán a jugar a Canadá. 
| Draft CFL | Draft CFL | Draft CFL                | Draft CFL                             | Draft CFL | Draft CFL               | Draft CFL |
| Rd        | Sel.      | Equipo CFL               | Jugador                               | Pos.      | Origen                  | Contrato  |
| --------- | --------- | ------------------------ | ------------------------------------- | --------- | ----------------------- | --------- |
| 1         | 1         | Edmonton Eskimos         | Diego Jair Viamontes Cotera           | WR        | Mayas LFA               | Pendiente |
| 1         | 2         | Ottawa Redblacks         | José Carlos Maltos Díaz               | K         | Fundidores LFA          | Pendiente |
| 1         | 3         | Montreal Alouettes       | Enrique Gerardo Yenny Romero          | K         | Borregos ITESM Toluca   | Pendiente |
| 1         | 4         | Toronto Argonauts        | Uriel Martínez Bernal                 | DE        | Auténticos Tigres UANL  | Pendiente |
| 1         | 5         | Hamilton Tiger-Cats      | José Humberto Noriega Montiel         | WR        | Artilleros LFA          | Pendiente |
| 1         | 6         | Saskatchewan Roughriders | René Francisco Brassea Valenzuela     | OL        | Fundidores LFA          | Pendiente |
| 1         | 7         | BC Lions                 | Octavio Noé González Chapa            | DL        | Fundidores LFA          | Pendiente |
| 1         | 8         | Winnipeg Blue Bombers    | Sergio Shiaffino Pérez                | DB        | Dinos LFA               | Pendiente |
| 1         | 9         | Calgary Stampeders       | Andrés Salgado Gómez                  | WR        | Condors LFA             | Pendiente |
| 2         | 10        | Edmonton Eskimos         | Daniel Carrete Landeros               | LB        | Dinos LFA               | Pendiente |
| 2         | 11        | Ottawa Redblacks         | Guillermo Alberto Villalobos Zanabria | WR        | Mexicas LFA             | Pendiente |
| 2         | 12        | Montreal Alouettes       | Diego Rojas Kuhlmann                  | OL        | Borregos ITESM Toluca   | Pendiente |
| 2         | 13        | Toronto Argonauts        | José David Casarrubias Santiago       | DE        | Leones UA Norte         | Pendiente |
| 2         | 14        | Hamilton Tiger-Cats      | Omar Alejandro Cojolum Delgado        | RB        | Mayas LFA               | Pendiente |
| 2         | 15        | Saskatchewan Roughriders | Carlos Sebastián Olvera Rivas         | WR        | Aztecas UDLA            | Pendiente |
| 2         | 16        | BC Lions                 | Fernando Richarte Martínez            | WR        | Dinos LFA               | Pendiente |
| 2         | 17        | Winnipeg Blue Bombers    | Eduardo Manuel Hernández Reyes        | S         | Aztecas UDLA            | Pendiente |
| 2         | 18        | Calgary Stampeders       | Óscar Hugo Silva Reta                 | K         | Dinos LFA               | Pendiente |
| 3         | 19        | Edmonton Eskimos         | José Alfonsín Romero                  | DB        | Artilleros LFA          | Pendiente |
| 3         | 20        | Ottawa Redblacks         | Maximiliano Soto Esquer               | DE        | Borregos Salvajes ITESM | Pendiente |
| 3         | 21        | Montreal Alouettes       | Juan Manuel Márquez Tamayo            | CB        | Aztecas UDLA            | Pendiente |
| 3         | 22        | Toronto Argonauts        | Chistian Alejandro Hernández Delgado  | LB        | Fundidores LFA          | Pendiente |
| 3         | 23        | Hamilton Tiger-Cats      | Luis Humberto López Tinoco            | RB        | Condors LFA             | Pendiente |
| 3         | 24        | Saskatchewan Roughriders | Francisco Javier García Ramírez       | CB        | Fundidores LFA          | Pendiente |
| 3         | 25        | BC Lions                 | Gerardo Elías Álvarez Ovalle          | WR        | Dinos LFA               | Pendiente |
| 3         | 26        | Winnipeg Blue Bombers    | Gabriel Amavizca Ortiz                | K         | Lobos BUAP              | Pendiente |
| 3         | 27        | Calgary Stampeders       | Guillermo Caldéron Leal               | DT        | Aztecas UDLA            | Pendiente |

     Jugador proveniente del fútbol americano universitario

## Temporada Regular
El campo de entrenamiento comenzó en la primera semana de diciembre del 2018, algunos antes como el caso de Condors que comenzó a finales de octubre.
La temporada regular se juega de febrero a abril, cada equipo enfrenta dos veces a cada uno de los equipos de su respectiva división, uno como local y otro como visitante, también habrá 2 juegos entre conferencias, cada equipo tendrá un juego de local y uno de visita.
Habrá dos semanas de descanso (bye) para los equipos que entren a playoffs entre la semana 8 y las finales de conferencia, y una semana antes del Tazón México IV
Mexicas resulta el primer equipo eliminado tras la derrota 22-12 ante Mayas en la Semana 7. Raptors asegura su pase a playoffs como primer lugar de la División Norte en la misma semana tras vencer 13-30 a Fundidores. En la Semana 8, Osos es eliminado tras perder 9-16 ante Fundidores, quienes posteriormente aseguraron pase a playoffs tras la derrota de Dinos 7-19 ante Raptors; por la División Centro, Condors aseguró la clasificación tras vencer 16-14 a Mexicas, y más tarde amarró el primer sitio de la división tras la derrota de Artilleros 25-20 ante Mayas, por lo que Mayas quedó con el segundo puesto de playoffs. 
Condors y Fundidores lograron por primera vez su pase a playoffs, dejando fuera por primera ocasión a Mexicas y Dinos, respectivamente. Las dos nuevas franquicias, Artilleros y Osos, fallaron en lograr la clasificación en su temporada debut, mientras que Mayas y Raptors se mantienen como los únicos equipos en disputar la postemporada en todas las ediciones de la LFA. 

### Calendario
- Los horarios corresponden al Tiempo del Centro de México en invierno (UTC-6).[22]

| Semana 1   | Semana 1 | Semana 1   | Semana 1                      | Semana 1 | Semana 1 | Semana 1 | Semana 1  |
| Visitante  | Res.     | Local      | Estadio                       | Fecha    | Hora     | TV       | Streaming |
| ---------- | -------- | ---------- | ----------------------------- | -------- | -------- | -------- | --------- |
| Dinos      | 13-26    | Fundidores | Nuevo León Unido              | 22-feb   | 21:00    |          | LFA       |
| Osos       | 12-48    | Raptors    | Campo de la FES Acatlán       | 23-feb   | 16:00    |          | LFA       |
| Condors    | 21-13    | Mayas      | Ciudad de los Deportes (Azul) | 24-feb   | 12:00    |          |           |
| Artilleros | 29-12    | Mexicas    | Ciudad de los Deportes (Azul) | 24-feb   | 16:00    |          | LFA       |

| Semana 2   | Semana 2 | Semana 2   | Semana 2                    | Semana 2 | Semana 2 | Semana 2 | Semana 2  |
| Visitante  | Res.     | Local      | Estadio                     | Fecha    | Hora     | TV       | Streaming |
| ---------- | -------- | ---------- | --------------------------- | -------- | -------- | -------- | --------- |
| Fundidores | 29-30    | Osos       | Campo Universidad siglo XXI | 02-mar   | 13:00    |          | LFA       |
| Raptors    | 21-7     | Dinos      | Olímpico de Saltillo        | 02-mar   | 18:00    | RCG TV   | LFA       |
| Mexicas    | 3-13     | Mayas      | Wilfrido Massieu            | 03-mar   | 12:00    |          |           |
| Condors    | 22-15    | Artilleros | Templo del Dolor            | 03-mar   | 15:00    |          | LFA       |

| Semana 3   | Semana 3 | Semana 3   | Semana 3                    | Semana 3 | Semana 3 | Semana 3 | Semana 3  |
| Visitante  | Res.     | Local      | Estadio                     | Fecha    | Hora     | TV       | Streaming |
| ---------- | -------- | ---------- | --------------------------- | -------- | -------- | -------- | --------- |
| Raptors    | 21-31    | Fundidores | Nuevo León Unido            | 08-mar   | 21:00    |          | LFA       |
| Dinos      | 22-10    | Osos       | Campo Universidad siglo XXI | 10-mar   | 12:00    |          |           |
| Mexicas    | 22-18    | Condors    | Campo del ITESM Santa Fe    | 10-mar   | 15:00    |          | LFA       |
| Artilleros | 7-14     | Mayas      | Wilfrido Massieu            | 10-mar   | 15:00    |          | LFA       |

| Semana 4   | Semana 4 | Semana 4   | Semana 4                       | Semana 4 | Semana 4 | Semana 4 | Semana 4  |
| Visitante  | Res.     | Local      | Estadio                        | Fecha    | Hora     | TV       | Streaming |
| ---------- | -------- | ---------- | ------------------------------ | -------- | -------- | -------- | --------- |
| Osos       | 6-17     | Artilleros | Templo del Dolor               | 16-mar   | 15:00    |          | LFA       |
| Dinos      | 13-16    | Mayas      | Wilfrido Massieu               | 17-mar   | 12:00    |          | LFA       |
| Fundidores | 13-15    | Condors    | Campo del ITESM Santa Fe       | 17-mar   | 12:00    |          |           |
| Raptors    | 23-29    | Mexicas    | Campo del Casco de Santo Tomás | 17-mar   | 15:00    |          | LFA       |

| Semana 5   | Semana 5 | Semana 5   | Semana 5                    | Semana 5 | Semana 5 | Semana 5 | Semana 5  |
| Visitante  | Res.     | Local      | Estadio                     | Fecha    | Hora     | TV       | Streaming |
| ---------- | -------- | ---------- | --------------------------- | -------- | -------- | -------- | --------- |
| Fundidores | 0-8      | Dinos      | Olímpico de Saltillo        | 23-mar   | 18:00    | RCG TV   | LFA       |
| Mayas      | 13-20    | Raptors    | Campo de la FES Acatlán     | 24-mar   | 12:00    |          |           |
| Mexicas    | 20-21    | Artilleros | Templo del Dolor            | 24-mar   | 12:00    |          | LFA       |
| Condors    | 54-30    | Osos       | Campo Universidad siglo XXI | 24-mar   | 15:00    |          | LFA       |

| Semana 6   | Semana 6 | Semana 6   | Semana 6                    | Semana 6 | Semana 6 | Semana 6 | Semana 6  |
| Visitante  | Res.     | Local      | Estadio                     | Fecha    | Hora     | TV       | Streaming |
| ---------- | -------- | ---------- | --------------------------- | -------- | -------- | -------- | --------- |
| Artilleros | 7-6      | Fundidores | Nuevo León Unido            | 29-mar   | 21:00    |          | LFA       |
| Raptors    | 28-6     | Osos       | Campo Universidad siglo XXI | 30-mar   | 13:00    |          | LFA       |
| Mexicas    | 20-28    | Dinos      | Olímpico de Saltillo        | 30-mar   | 18:00    | RCG TV   | LFA       |
| Mayas      | 14-33    | Condors    | Campo del ITESM Santa Fe    | 31-mar   | 12:00    |          |           |

| Semana 7   | Semana 7 | Semana 7 | Semana 7                       | Semana 7 | Semana 7 | Semana 7 | Semana 7  |
| Visitante  | Res.     | Local    | Estadio                        | Fecha    | Hora     | TV       | Streaming |
| ---------- | -------- | -------- | ------------------------------ | -------- | -------- | -------- | --------- |
| Osos       | 13-12    | Dinos    | Olímpico de Saltillo           | 06-abr   | 18:00    | RCG TV   | LFA       |
| Mayas      | 22-12    | Mexicas  | Campo del Casco de Santo Tomás | 07-abr   | 12:00    |          | LFA       |
| Fundidores | 13-30    | Raptors  | Campo de la FES Acatlán        | 07-abr   | 12:00    |          |           |
| Artilleros | 29-26    | Condors  | Campo del ITESM Santa Fe       | 07-abr   | 15:00    |          | LFA       |

| Semana 8  | Semana 8 | Semana 8   | Semana 8                       | Semana 8 | Semana 8 | Semana 8 | Semana 8  |
| Visitante | Res.     | Local      | Estadio                        | Fecha    | Hora     | TV       | Streaming |
| --------- | -------- | ---------- | ------------------------------ | -------- | -------- | -------- | --------- |
| Osos      | 9-16     | Fundidores | Nuevo León Unido               | 12-abr   | 21:00    |          | LFA       |
| Dinos     | 7-19     | Raptors    | Campo de la FES Acatlán        | 13-abr   | 16:00    |          | LFA       |
| Condors   | 16-14    | Mexicas    | Campo del Casco de Santo Tomás | 14-abr   | 12:00    |          |           |
| Mayas     | 25-20    | Artilleros | Templo del Dolor               | 14-abr   | 15:00    |          | LFA       |

- Los horarios corresponden al Tiempo del Centro de México en verano (UTC-5).

### Standings
- Fecha de actualización: semana 8

| División Centro | División Centro | División Centro | División Centro |
| Equipo          | Récord          | Cociente        | División        |
| --------------- | --------------- | --------------- | --------------- |
| (1) Condors     | 6-2             | 0.750           | 4-2             |
| (2) Mayas       | 5-3             | 0.625           | 4-2             |
| Artilleros      | 5-3             | 0.625           | 3-3             |
| Mexicas         | 2-6             | 0.250           | 1-5             |

| División Norte | División Norte | División Norte | División Norte |
| Equipo         | Récord         | Cociente       | División       |
| -------------- | -------------- | -------------- | -------------- |
| (1) Raptors    | 6-2            | 0.750          | 5-1            |
| (2) Fundidores | 3-5            | 0.375          | 3-3            |
| Dinos          | 3-5            | 0.375          | 2-4            |
| Osos           | 2-6            | 0.250          | 2-4            |

     Clasificado a Postemporada: (1) como local, (2) como visitante

### Estadísticas
- Fecha de actualización: semana 8 [23]

| Equipo     | Ofensiva | Ofensiva | Ofensiva | Ofensiva | Defensiva | Defensiva | Defensiva | Defensiva | División |
| Equipo     | PF       | yd-g-air | yd-g-ter | yd-g-tot | PC        | yd-p-air  | yd-p-ter  | yd-p-tot  | División |
| ---------- | -------- | -------- | -------- | -------- | --------- | --------- | --------- | --------- | -------- |
| Artilleros | 145      | 1265     | 673      | 1938     | 131       | 1537      | 902       | 2439      | Centro   |
| Condors    | 205      | 1670     | 1173     | 2843     | 150       | 1404      | 752       | 2156      | Centro   |
| Dinos      | 110      | 1392     | 433      | 1825     | 125       | 1165      | 705       | 1870      | Norte    |
| Fundidores | 134      | 1215     | 724      | 1939     | 133       | 1398      | 661       | 2059      | Norte    |
| Mayas      | 130      | 1290     | 918      | 2208     | 129       | 1868      | 656       | 2524      | Centro   |
| Mexicas    | 132      | 1860     | 625      | 2485     | 170       | 1380      | 1080      | 2460      | Centro   |
| Osos       | 116      | 1207     | 719      | 1926     | 226       | 1911      | 557       | 2468      | Norte    |
| Raptors    | 210      | 2456     | 652      | 3108     | 118       | 1692      | 604       | 2296      | Norte    |

     Primer lugar en el rubro      Ultimo lugar en el rubro

## Postemporada
|  | Semifinales                                                       | Semifinales |    |  | Final                                    | Final |  |
|  |                                                                   |             |    |  |                                          |       |  |
|  | Campeonato Divisional Norte 28/04 15:00 Campo de la FES Acatlán   |             |    |  |                                          |       |  |
|  | Fundidores                                                        | 47          |    |  |                                          |       |  |
|  | Raptors                                                           | 53          |    |  |                                          |       |  |
|  |                                                                   |             |    |  |                                          |       |  |
|  |                                                                   |             |    |  | Tazón México IV 12/05 15:00 Estadio Azul |       |  |
|  |                                                                   |             |    |  | Raptors                                  | 16    |  |
|  |                                                                   | Condors     | 20 |  |                                          |       |  |
|  |                                                                   |             |    |  |                                          |       |  |
|  |                                                                   |             |    |  |                                          |       |  |
|  |                                                                   |             |    |  |                                          |       |  |
|  | Campeonato Divisional Centro 28/04 12:00 Campo del ITESM Santa Fe |             |    |  |                                          |       |  |
|  | Mayas                                                             | 13          |    |  |                                          |       |  |
|  | Condors                                                           | 18          |    |  |                                          |       |  |

| Casco           |        |               |
| Brazo izquierdo | Cuerpo | Brazo derecho |
| Pantalones      |        |               |
| Medias          |        |               |
| FUN             |        |               |

| 28 de abril de 2019, 15:00 Campo de la FES Acatlán TV: |    |    |    |    |    |
| \| Equipo \| 1C \| 2C \| 3C \| 4C \| TE \| \| ---------- \| -- \| -- \| -- \| -- \| -- \| \| Fundidores \| 7 \| 7 \| 20 \| 6 \| 7 \| \| Raptors \| 10 \| 7 \| 6 \| 17 \| 13 \| |    |    |    |    |    |
| Equipo | 1C | 2C | 3C | 4C | TE |
| Fundidores | 7  | 7  | 20 | 6  | 7  |
| Raptors | 10 | 7  | 6  | 17 | 13 |

| Equipo     | 1C | 2C | 3C | 4C | TE |
| ---------- | -- | -- | -- | -- | -- |
| Fundidores | 7  | 7  | 20 | 6  | 7  |
| Raptors    | 10 | 7  | 6  | 17 | 13 |

| Casco           |        |               |
| Brazo izquierdo | Cuerpo | Brazo derecho |
| Pantalones      |        |               |
| Medias          |        |               |
| RAP             |        |               |

| Casco           |        |               |
| Brazo izquierdo | Cuerpo | Brazo derecho |
| Pantalones      |        |               |
| Medias          |        |               |
| MAY             |        |               |

| 28 de abril de 2019, 12:00 Campo del ITESM Santa Fe TV:                                                                                      |    |    |    |    |
| \| Equipo \| 1C \| 2C \| 3C \| 4C \| \| ------- \| -- \| -- \| -- \| -- \| \| Mayas \| 7 \| 6 \| 0 \| 0 \| \| Condors \| 7 \| 8 \| 0 \| 3 \| |    |    |    |    |
| Equipo | 1C | 2C | 3C | 4C |
| Mayas | 7  | 6  | 0  | 0  |
| Condors | 7  | 8  | 0  | 3  |

| Equipo  | 1C | 2C | 3C | 4C |
| ------- | -- | -- | -- | -- |
| Mayas   | 7  | 6  | 0  | 0  |
| Condors | 7  | 8  | 0  | 3  |

| Casco           |        |               |
| Brazo izquierdo | Cuerpo | Brazo derecho |
| Pantalones      |        |               |
| Medias          |        |               |
| CON             |        |               |

## Tazón México IV
El Tazón México IV se realizó el 12 de mayo de 2019 a las 15:00 horas en el Estadio Azul de la Ciudad de México, con una asistencia récord para la LFA de 18,000 aficionados presentes. El comisionado de la CFL, Randy Ambrossie, fue el gran invitado del evento y junto a Alejandro Jaimes, comisionado de la LFA, y Gabriel Soto, dieron inicio a la cuarta edición del Tazón México. Álex Lora interpretó el himno nacional. Los Condors se convirtieron en campeones de la LFA, luego de batir por marcador de 20-16 a los Raptors en un juego de volteretas y fue la edición más cardiaca en la historia del Tazón México, decidiéndose en los últimos 30 segundos del partido. El MVP del partido fue Diego Arvizu #1 "El Comandante" (QB) Condors. 
Esta fue la primera final de la LFA con espectáculo de medio tiempo, el artista encargado del show fue Álex Lora, junto a las marching bands Delfines y Quetzalcoatl, que lo acompañaron en la interpretación de algunos de sus éxitos, al terminar recibió un reconocimiento por sus 50 años de trayectoria.

### Resumen de anotaciones
| Cto. | Reloj | Serie | Serie | Serie | Eq. | Anotaciones | Marcador | Marcador |
| Cto. | Reloj | Jug.  | Yd    | TDJ   | Eq. | Anotaciones | RAP      | CON      |
| ---- | ----- | ----- | ----- | ----- | --- | --- | -------- | -------- |
| 1    | 9:37  |       |       |       | CON | Touchdown, Carrera de 60 yardas de RB Luis H. López Tinoco #4; el punto extra es malo (K Alan Paoli #48)                      | 0        | 6        |
| 2    | 7:40  |       |       |       | RAP | Touchdown, pase de 7 yardas de QB Bruno Márquez #13 a WR Antonio Tenorio #14; el punto extra es bueno (K Diego Carsolio #9)   | 6        | 6        |
| 2    | 5:08  |       |       |       | RAP | Gol de campo, 19 yardas de K Diego Carsolio #9                                                                                | 9        | 6        |
| 3    | 3:20  |       |       |       | CON | Touchdown, Acarreo de 5 yardas del QB Diego Pérez Arvizu #1; el punto extra es bueno (K Alan Paoli #48)                       | 9        | 13       |
| 4    | 7:55  |       |       |       | RAP | Touchdown, pase de 43 yardas de QB Bruno Márquez #13 a WR Diego Yañes #80; el punto extra es bueno (K Diego Carsolio #9)      | 16       | 13       |
| 4    | 4:25  |       |       |       | CON | Touchdown, pase de 55 yardas del QB Diego Pérez Arvizu #1 a WR Andrés Salgado #81; el punto extra es bueno (K Alan Paoli #48) | 16       | 20       |

### Estadísticas
| Concepto               | Raptors | Condors |
| ---------------------- | ------- | ------- |
| Yardas totales         | -       | -       |
| Yardas por tierra      | -       | -       |
| Yardas por aire        | -       | -       |
| Entregas de balón      | -       | -       |
| Tiempo de posesión     | -       | -       |
| 1ro y diez             | -       | -       |
| 1ro y diez en 3er down | -       | -       |
| Castigos/yardas        | -/-     | -/-     |

### Alineación inicial
| #         | Raptors            | Posición | Posición | Condors              | #        |
| Ofensiva  | Ofensiva           | Ofensiva | Ofensiva | Ofensiva             | Ofensiva |
| --------- | ------------------ | -------- | -------- | -------------------- | -------- |
| 13        | Bruno Márquez      | QB       | QB       | Diego Perez*         | 1        |
| 54        | Josue Torres       | LT       | LT       | Dilan Hernández      | 57       |
| 52        | Edgar Cavazos      | LG       | LG       | Luis Rodarte         | 52       |
| 51        | Jorge Nava         | C        | C        | Mauricio Romero      | 66       |
| 78        | Dario Martinez     | RG       | RG       | Sergio Flores        | 51       |
| 53        | Juan Franco        | RT       | RT       | Hector Venegas       | 79       |
| 19        | Manuel Barrios     | WR       | WR       | Andrés Salgado       | 81       |
| 81        | Miguel Morgado     | HB       | RB       | Irving Alamilla      | 27       |
| 3         | Dan Ávila          | RB       | RB       | Alan Rosado          | 32       |
| 86        | Enrique Barraza    | WR       | WR       | Rafael Gomez         | 10       |
| 80        | Diego Yáñez        | WR       | WR       | Preston Bailey       | 11       |
| Defensiva |                    |          |          |                      |          |
| 97        | Ricardo Franco     | DE       | DE       | Jesus Souza          | 5        |
| 43        | David Casarrubias  | DT       | DT       | Irwin Zuviri         | 50       |
| 99        | Felix Guerrero     | DT       | DT       | Eder Onesto          | 42       |
| 93        | Raul Arnaiz        | DE       | DE       | José Antonio Ramirez | 7        |
| 6         | Gonzalo de la Rosa | LB       | LB       | Daniel Vera          | 33       |
| 1         | Francisco Ramirez  | MLB      | MLB      | Emir Cortez          | 3        |
| 2         | Sergio Arzave      | OLB      | OLB      | David Aceves         | 2        |
| 25        | Topilzin Gómez     | CB       | CB       | Carlos Espinoza      | 6        |
| 8         | Javier Agustín     | SS       | SS       | Cesar Torres         | 24       |
| 29        | Luis Gómez         | FS       | FS       | Emiliano Fernández   | 7        |
| 21        | Fernando Ramirez   | CB       | CB       | Rodrigo Garfias      | 31       |

| Campeón Tazón México IV |
| ----------------------- |
|                         |
| Condors                 |
| 1er Campeonato          |